# Lone Tree (Kolorado)
Lone Tree – miasto w Stanach Zjednoczonych, w stanie Kolorado, w hrabstwie Douglas.